# مقاطعة قاخ
مقاطعة قاخ (بالأذرية: Qax rayonu) هي واحدة إدارية في جمهورية أذربيجان. مركزها الإدارية هي مدينة قاخ. 

## التاريخ والجغرافية
تأسست مقاطعة قاخ في جمهورية أذربيجان الاشتراكية السوفيتية في 8 أغسطس عام 1930 ألداخل مدينة قاخ. وكانت جزءا من مقاطعة زقاتالا حتى 17 يونيه 1964. 
تشترك مقاطعة قاخ في الحدود مع داغستان من شمال شرق ومع جورجيا من الغرب ومقاطعة شاكي من الشرق و ييفلاخ من الجنوب.
وتغطي جبال القوقاز الأجزاء الشمالية والشمالية الشرقية من المنطقة.
كان عدد سكان مقاطعة قاخ 56.900 نسمة وفقا عام 2019. 